# Zaleptiolus implicatus
Zaleptiolus implicatus is een hooiwagen uit de familie Sclerosomatidae.